# Marco Tasca
Marco Tasca (Sant'Angelo di Piove di Sacco, 9 de juny de 1957) és un religiós italià de l'Orde de Frares Menors Conventuals, arquebisbe electe de Gènova des del 8 de maig de 2020. Del 2007 al 2019 va ser ministre general de l'Ordre dels Frares Menors Conventuals.